# RTL 102.5
 (avril 2024).
RTL 102.5 est une radio émettrice FM nationale privée italienne.
Écoutée principalement par les 18-40 ans, avec 6 956 000 auditeurs hebdomadaires elle est la radio italienne la plus écoutée en 2017 sur une période de 7 jours.
C'est la première radio italienne à avoir utilisé le format hit radio qui diffuse seulement des grands succès italiens et internationaux.
Contrairement à ce que peut indiquer le nom de la chaîne, cette chaîne n'appartient pas à RTL Group et n'a rien à voir avec cette dernière car le nom de la chaîne est l'abréviation de Radio Trasmissioni Lombarde
Le groupe RTL 102.5 comprend aussi l'entreprise publicitaire Openspace et la chaîne par satellite RTL 102.5 TV (ex HitChannel sur le canal 813 de Sky Italia) qui depuis septembre 2007 a lancé le principe de la radiovision c'est-à-dire la possibilité de voir les présentateurs ainsi que les videos des chansons diffusées à la radio.

## Histoire
RTL 102.5 est née à Bergame en 1975 sous le nom de Radio Trasmissioni Lombarde (Radio Transmissions Lombardes). Lorenzo Suraci, actuel président, l'achète en 1988 pour faire de la publicité à la discothèque Capriccio d'Arcene. En peu de temps, le signal RTL est étendu à tout le Nord de l'Italie. En 1990 RTL 102.5 devient l'une des 14 radios nationales italiennes et est la première radio privée du pays à avoir créé sa propre rédaction dirigée par Luigi Tornari.
Le siège central se trouve Avenue Piémont à Cologno Monzese, non loin des imposants studios de Mediaset. Né en 1997 et agrandi en 2004, le siège s'étend sur 3000 m². Le siège de Rome se trouve rue Virginio Orsini, dans le quartier (Rione) Prati à côté de la Piazza del Popolo (place du centre de Rome) dans un immeuble du début du XXe siècle. Un autre siège se trouve à Naples.

## Présentateurs connus
Parmi les présentateurs de la radio, figurent:
- José Altafini (footballeur)
- Bruno Vespa (célèbre écrivain et présentateur de Rai Uno)

## Sources
- (it) Cet article est partiellement ou en totalité issu de l’article de Wikipédia en italien intitulé « RTL 102.5 » (voir la liste des auteurs).